# Liste botanischer Vereinigungen
Die Liste botanischer Vereinigungen nennt eine Auswahl von Vereinigungen auf dem Gebiet der Botanik (jedoch nicht des Gartenbaus).

## Liste
Deutschland
- Bayerische Botanische Gesellschaft
- Deutsche Botanische Gesellschaft
- Deutsche Dendrologische Gesellschaft
- Gesellschaft zur Erforschung der Flora Deutschlands
- Regensburgische Botanische Gesellschaft
- Reinhold-Tüxen-Gesellschaft
- Sächsische Gesellschaft für Botanik und Gartenbau
- Verein der Naturfreunde in Reichenberg
- Verband Botanischer Gärten

Frankreich
- Société botanique de France

Großbritannien
- Botanical Society of the British Isles
- British Society for Plant Pathology

Italien
- Società Botanica Italiana

Österreich
- ARGE Österreichischer Botanischer Gärten

International
- Botanic Gardens Conservation International
- Cactus and Succulent Specialist Group
- European Botanic Gardens Consortium
- Internationale Organisation für Sukkulentenforschung
- International Cultivar Registration Authority
- Weltpflanzenrat